# 人生イージー?
「人生イージー?」（じんせいイージー）は、DIALOGUE+の楽曲で、2枚目のシングルである。作詞・作曲は田淵智也（UNISON SQUARE GARDEN）、編曲は田中秀和（MONACA）が担当している。2021年2月3日にポニーキャニオンから発売された。

## 概要
新人女性声優ユニット「DIALOGUE+」の2ndシングルである。TVアニメ『弱キャラ友崎くん』オープニングテーマとして使用される。3rdシングル「あやふわアスタリスク」と同時発売となる。
カップリング曲「走れ」ではセンターボーカル体制を採っており、稗田寧々と鷹村彩花が担当している。
初回盤には特典としてMV及びメイキングが収録。

## 収録曲
| #         | タイトル                                                | 作詞                | 作曲      | 編曲               | 時間  |
| --------- | ------------------------------------------------------- | ------------------- | --------- | ------------------ | ----- |
| 1.        | 「人生イージー?」(TVアニメ『弱キャラ友崎くん』OPテーマ) | 田淵智也            | 田淵智也  | 田中秀和（MONACA） | 3:46  |
| 2.        | 「走れ」                                                | 佐々木亮介 田淵智也 | ZAQ       | eba（F.M.F）       | 4:20  |
| 3.        | 「人生イージー?」(TVサイズ)                             |                     |           |                    | 1:32  |
| 4.        | 「人生イージー?」(Instrumental)                         |                     |           |                    | 3:46  |
| 5.        | 「走れ」(Instrumental)                                  |                     |           |                    | 4:19  |
| 合計時間: | 合計時間:                                               | 合計時間:           | 合計時間: | 合計時間:          | 17:43 |

| #         | タイトル                        | 作詞 | 作曲・編曲 |
| --------- | ------------------------------- | ---- | ---------- |
| 1.        | 「人生イージー?」(MV)           |      |            |
| 2.        | 「人生イージー?」(MVメイキング) |      |            |
| 合計時間: | 合計時間:                       | 0:00 |            |

## 楽曲クレジット
- produced・vocal direction：田淵智也

### 人生イージー?
- Guitar：堀崎翔
- Bass：安達貴史
- Drums：山本真央樹
- Piano：伊賀拓郎
- Programming：田中秀和
- Recording Engineer：黒田かおり、高須寛光
- Mixing Engineer：高須寛光
- Recording Studio：PONY CANYON代々木Studio、ビクタースタジオ
- Mixing Studio：ビクタースタジオ

### 走れ
- Bass：田淵智也
- Drums：ゆーまお
- Guitar & Programming：eba
- Recording Engineer：藤浪潤一郎、黒田かおり
- Mixing Engineer：藤浪潤一郎
- Recording & Mixing Studio：PONY CANYON代々木Studio